# Myocastorinae
 (avril 2021).
Si vous disposez d'ouvrages ou d'articles de référence ou si vous connaissez des sites web de qualité traitant du thème abordé ici, merci de compléter l'article en donnant les références utiles à sa vérifiabilité et en les liant à la section « Notes et références ».
Sous-famille
Genres de rang inférieur
- Myocastor
  - Myocastor coypus

Les Myocastorinae forme une sous-famille créée en 1902 par Florentino Ameghino (1854-1911). Elle ne comprend qu'un seul genre, Myocastor, représenté par une unique espèce, Myocastor coypus (nom vernaculaire : ragondin).
Cette sous-famille est considérée par de nombreux auteurs comme étant un taxon invalide. Voir la famille des Myocastoridae.